# ビル・ヴィオラ
ビル・ヴィオラ（Bill Viola、1951年1月25日 - 2024年7月12日）は、ナム・ジュン・パイクとともにビデオ・アートジャンルを代表するアーティストである。

## 略歴
- 1951年、アメリカ合衆国のニューヨーク州で生まれた。
- 1970年よりビデオ・アート作品の制作を開始。
- 1972年に最初の作品『野生の馬』を完成。このころ、パイクのアシスタントも経験している[1]。
- 1976年に初来日。
- 1980年に再び来日し、日本に18ヶ月滞在。ソニーのアーティスト・イン・レジデンスに選ばれ、その支援のもとに日本各地を撮影。『はつゆめ（"Hatsu-Yume"）』を制作[注 2]。
- 1992年より、本格的に「生と死」のテーマに取り組む。
- 1995年、第46回ヴェネツィア・ビエンナーレのアメリカ代表に選出される。
- 1997年、ニューヨークのホイットニー美術館が大規模な回顧展を企画、世界巡回。
- 2003年、個展『パッション／受難』がロサンゼルスのJ・ポール・ゲティ美術館をスタートに世界巡回。
- 2005年、パリの新オペラ座で『トリスタンとイゾルデ』のための作品を発表。
- 2006年〜2007年、東京都の森美術館と兵庫県立美術館で展覧会を開催。
- カリフォルニア州ロングビーチに住んでいたが、2024年7月12日にアルツハイマー病の合併症により自宅で死去。73歳没[2]。

## 作品
ビデオやサウンドで表現した作品がメイン。人間の意識と経験、誕生、死、愛、感情、一種のヒューマニストの精神性を中心テーマとしている。彼は神秘的な伝統、特に禅仏教、キリスト教の神秘主義、そしてイスラムのスーフィズムへの深い関心からインスピレーションを得た作品が多い。